# Lhagpa Phuntshogs
Lhagpa Phuntshogs (tibétain : ལྷག་པ་ཕུན་ཚོགས, Wylie : lhag pa phun tshogs, pinyin tibétain : lhagpa püncog, THL : lhakpa püntsok), translittéré en mandarin en Laba Pingcuo (chinois : 拉巴平措 ; pinyin : lābā píngcuò), né le 11 novembre 1942 dans le xian de Gyangzê, ville-préfecture de Shigatsé, est un tibétologue et homme politique tibétain chinois, directeur du Centre de recherche tibétologique de Chine.

## Biographie
Phuntshogs étudie le tibétain à l'université centrale des minorités de 1961 à 1963 et enseigne le tibétain de 1964 à 1970. De 1971 à 1980, il enseigne à l'école normale de Lhassa. De 1980 à 1983, il travaille pour la Fédération tibétaine de littérature et de cercles d'art. De 1983 à 1991, il est président de Académie des sciences sociales de la région autonome du Tibet[source insuffisante] et vice-président du gouvernement de la région autonome du Tibet de 1991 à 2000. En cette qualité, le 1er août 1998, il reçoit Roland Ries, alors maire de Strasbourg. 
Il est directeur du Centre de recherche tibétologique de Chine en 2000, poste qu'il brigue toujours en 2008, et porte parole tibétain nommé par l’État. En 2004, en cette qualité, Phuntsok Wangyal lui écrit, ainsi qu'à Hu Jintao, une lettre importante, où il exhorte Pékin à dialoguer au plus vite avec le dalaï-lama et à autoriser son retour au Tibet. Il explique que cela ne concerne pas seulement l'harmonie et le développement durable des régions tibétaines, mais aussi tous les groupes ethniques. Sa requête n'a pas été entendue. 
En janvier 2008, il est élu membre du 11e Comité national de la Conférence consultative politique du peuple chinois.
En juillet 2008, lors de leur visite du Centre de recherche tibétologique de Chine, il reçoit Lodi Gyaltsen Gyari et Kelsang Gyaltsen, émissaires du dalaï-lama engagé dans une série de dialogues avec la Chine qui avait pour but d'initier des négociations sur le futur statut du Tibet.
Lors de l'instauration, le 28 mars 2009, de la fête de l'émancipation des serfs, Lhagpa Phuntshogs a déclaré que si pour les anciens serfs cette journée était l'occasion de commémorer la fin de leur enfer, pour les anciens maîtres par contre elle marquait la perte de leur paradis.
En mai 2011, il participe au forum de Lhassa célébrant le 60e anniversaire de l'Accord en 17 points sur la libération pacifique du Tibet.

## Œuvres

### Ouvrages
- (zh) ouvrage collectif, 平定兩金川方略, 北京市, 全国图书馆文献缩微复制中心,‎ 1991-1992 (OCLC 31293689)
- (zh) 西藏学文献丛书別辑, 北京市, 中国藏学出版社,‎ 1995 (ISBN 978-7-80057-139-8, OCLC 37798800)
- (zh) 拉巴平措, 藏事稿本, 北京市, 中国藏学出版社,‎ 2002, 5 p. (ISBN 978-7-5409-2692-2, OCLC 74282212)
- (zh) 真实与谎言 : 西藏的民族宗教问题与文化发展, 北京市, 中国藏学出版社,‎ 2004, 622 p. (ISBN 978-7-80057-713-0, OCLC 64363857)
- (bo) Lhagpa Phuntshogs, ང་ཕོད་ཎགག་དབང་ʼཇིགས་མེད, Pékin, 中国藏学出版社,‎ 2005 (ISBN 978-7-80057-462-7, OCLC 234643882), ouvrage sur Ngabo Ngawang Jigme.
- (zh) 拉巴平措 (dir.), 策划毕毕, 廉湘民 et 张永发, 西藏自治区政府历任现任主席自述 : བོད་རྫོན་ཀྱི་བདེན་དཔན, 北京市, 中国藏学出版社,‎ 2005, 283 p. (ISBN 978-7-80057-790-1, OCLC 63519936)
- (zh) 拉巴平措, 大慈法王釈迦也失, 北京市, 中国藏学出版社,‎ 2013, 340 p. (ISBN 978-7-80253-540-4, OCLC 813393512)

### Périodiques et articles
- Fondateur de la revue (en) Sanskrit texts from the Tibetan Autonomous Region, publié à Beijing (China Tibetology publishing house) et Vienne (Verlag der Österreichischen Akademie der Wissenschaften) en 2005 (BNF 42526872) (OCLC 71259481)[réf. à confirmer]

### Vidéogrammes
- (zh) Vidéo 西藏暴亂的背景, éditeur 香港有線電視有限公司, 香港, 2006, collection 神州網絡力量, (OCLC 247786885)

#### Institutions officielles en Inde
- Université centrale des études tibétaines

#### Institutions officielles chinoises
- Commission des affaires ethniques d'État de République populaire de Chine
- Université centrale des minorités
- École des minorités chinoises
- Académie des sciences sociales de la région autonome du Tibet
- Université du Tibet pour les nationalités
- Centre de recherche tibétologique de Chine